# Nuria Montes
Nuria Montes de Diego  (Madrid, 29 de octubre de 1969) es una política y empresaria española, consejera de Innovación, Industria, Comercio y Turismo de la Generalidad Valenciana durante la XI legislatura en el gobierno presidido por Carlos Mazón.

## Biografía
Montes de Diego nació en Madrid pero con sólo siete años se mudó con su familia a Alicante, donde se licenció en Derecho en la Universidad de Alicante. Se especializa en Dirección y Administración de Empresas por la Confederación Empresarial de la provincia de Alicante y en asesoría empresarial. En 1995 comenzó su vinculación con la patronal hostelera HOSBEC, donde ha sido secretaria general y formado parte de las mesas de dirección de entidades como la Confederación Empresarial Valenciana (CEV) o el consejo de turismo de la CEOE. 
Con el cambio de gobierno en la Generalidad Valenciana protagonizado por el Partido Popular (PP) y Vox en las elecciones de 2023, el nuevo presidente Carlos Mazón la nombró consejera de Innovación, Industria, Comercio y Turismo hasta el 22 de noviembre de 2024, cuando fue cesada por su criticada gestión durante la gota fría del mismo año en la provincia de Valencia.